# 竹中工務店
株式会社竹中工務店（たけなかこうむてん、英: TAKENAKA CORPORATION）は、大阪府大阪市中央区本町に本社を置く大手総合建設会社（スーパーゼネコン）である。

## 概説
江戸時代前期の1610年（慶長15年）に織田信長の元・家臣であった初代竹中藤兵衛正高が尾張国名古屋にて創業、神社仏閣の造営に携わる。やがて明治時代の到来によりヨーロッパ型の建築技術を導入すると、当時開港し都市化し始めた神戸へ進出。
スーパーゼネコン5社（大林組、鹿島建設、清水建設、大成建設、竹中工務店）の一つであり、これまでに施工した建築物は東京タワー・日本武道館や5大ドーム球場（札幌・東京・ナゴヤ・大阪・福岡）をはじめ、全国有名美術館や商業施設、さらには病院、オフィスビル、ホテルなど多岐にわたる。
大手5社の中では唯一の非上場企業であり、また売上高（2014年度）の94.1%を建築が占める建築専業のゼネコンである。BCS賞（建築業協会賞）をスーパーゼネコンの中でも最多受賞している。
創業は名古屋だが、設立の地が神戸ということ、現会長の竹中統一が同じ神戸の甲南大学出身ということもあり、近畿の小学校、中学校、高等学校、大学（公立・私立を問わず）の新築や増改築工事の大半が同社による設計・施工である。
創業以来、社長には常に創業家の人物が就いてきたが、2013年（平成25年）3月より宮下正裕が初めて創業家以外から社長に就任した。
アトリエ系建築家の出江寛、早川邦彦、菊竹清訓、柳澤孝彦、狩野忠正、鈴木了二、有馬裕之等、同社設計部から多くの建築家を輩出している。
コーポレート・メッセージは「想いをかたちに 未来へつなぐ」。

## 歴史
- 1610年（慶長15年） - 織田信長の元家臣、初代竹中藤兵衛正高が名古屋で創業。神社仏閣の造営を業とする。
- 1874年（明治7年） - 版籍奉還により雇用主である尾張藩を失った竹中家は、近代建築（西洋建築）への転換を図り名古屋鎮台兵舎を竣工させたが、受注の不慣れや度重なる設計変更・追加工事により巨額の損失を出し、訴訟に発展（名古屋鎮台兵営建築増費請求事件）。大審院まで争って敗訴するが、同情した三井家から支援を受ける[4][5][6]。
- 1899年（明治32年） - 14代竹中藤右衛門、神戸に進出、創立第1年とする。三井銀行神戸小野浜倉庫を施工する。
- 1909年（明治42年） - 合名会社竹中工務店設立。神戸を本店に名古屋を支店とする。資本金10万円。
- 1923年（大正12年） - 本店を大阪市に移転し、神戸本店を支店とする。
- 1935年（昭和10年） - 神戸モスク施工。
- 1937年（昭和12年） - 株式会社竹中工務店を設立。資本金150万円。取締役社長竹中藤右衛門。
- 1938年（昭和13年） - 株式会社竹中工務店が合名会社竹中工務店を合併。
- 1945年（昭和20年） - 竹中藤右衛門が会長に、竹中錬一が社長に就任。
- 1953年（昭和28年） - 東京・大阪に、現在の技術研究所の前身である技術研究室を設置。
- 1956年（昭和31年） - 南極観測用施設を試作。
- 1958年（昭和33年） - 東京タワー施工。
- 1959年（昭和34年） - 竹中建築技術研究所を設置。
- 1969年（昭和44年） - 東京都江東区に竹中技術研究所を設置。
- 1973年（昭和48年） - 琉海ビル陥没事故。
- 1980年（昭和55年） - 竹中錬一が会長に、竹中統一が社長に就任。
- 1984年（昭和59年） - 竹中工務店創立地の神戸市中央区中山手に、創立85周年を記念して企業博物館「竹中大工道具館」を開設。
- 1988年（昭和63年） - 日本初の空気膜構造による多目的スタジアムである東京ドーム竣工。
- 1993年（平成5年） - 日本初の屋根開閉式多目的スタジアムである福岡ドーム竣工。千葉ニュータウンに技術研究所を新築・移転し、大阪支所を統合。
- 1997年（平成9年） - 大阪ドーム、ナゴヤドーム、横浜国際総合競技場竣工。
- 2004年（平成16年） - 東京本店を東京都江東区に新築移転。
- 2006年（平成18年） - ミッドランドスクエア（名古屋）竣工。
- 2007年（平成19年） - 東京ミッドタウン、新丸の内ビルディング竣工。
- 2013年（平成25年） - 初の創業家以外からの社長就任を発表。
- 2014年（平成26年） - 大阪に日本最大の超高層ビル（2017年（平成29年）時点）であるあべのハルカス竣工。
- 2016年（平成28年） - 故・藤井厚二の自邸「聴竹居」取得（後に国の重要文化財に指定）。
- 2019年（令和元年） - 愛知県国際展示場（Aichi Sky Expo)竣工。

### 竹中大工道具館
竹中工務店が、1984年（昭和59年）に、消えてゆく大工道具を民族遺産として収集・保存し、さらに研究・展示を通じて後世に伝えていくことを目的に設立した日本で唯一の大工道具の博物館。詳細は「竹中大工道具館」を参照。

### ギャラリーエークワッド
公益財団法人ギャラリーエークワッドが運営する、竹中工務店東京本店1階にあるギャラリー。“建築・愉しむ” をコンセプトに、2005年（平成17年）に第1回目の展覧会を開催し、2017年（平成29年）10月までに90以上を数える「建築文化の発信」をしている。入場無料。

GALLERY A4と表記する。A3がArchitecture（建築）空間を表し、もう一つのAはAtmosphere（空気、雰囲気）、 Amusement（愉しみ、娯楽）、「建築」に時間ファクターを取り入れ4次元的に「愉しむ」、といったことを意味している。

## 歴代社長
- 竹中藤右衛門：1937年 - 1945年
- 竹中錬一：1945年 - 1977年
- 竹中宏平：1977年 - 1977年
- 竹中錬一：1977年 - 1980年
- 竹中統一：1980年 - 2013年
- 宮下正裕：2013年 - 2019年
- 佐々木正人：2019年 -

## 建築作品
ここでは、当社が手掛けた施工実績を中心に、特筆性の高いものだけを列記する。記述内容は施工者の視点からのものであり、手掛けた施設の役割が施工後に変更されようとも、それは二次的特徴であって、当セクションではこれを基準にして分類はしない。例えば、迎賓館赤坂離宮を現在の役割で分類すれば「公共施設」であるが、邸宅（赤坂東宮御所）として施工されたのであって、当セクションでの分類は「住居」である。また、当社は基本的には施工もしくは設計・施工を担当する業者ではあるが、必ずしもその限りではない。
- （外部リンク）“建築作品 検索”.   株式会社竹中工務店. 2021年2月24日閲覧。
- （外部リンク）“竹中工務店”. 新建築.ONLINE.   株式会社新建築社. 2021年2月24日閲覧。
- （外部リンク）“施工実績 - 竹中工務店”.   株式会社サンテーム. 2021年2月24日閲覧。
- （外部リンク）“現在施工中の物件一覧”.   建築計画のお知らせ看板データベース. 2025年2月27日閲覧。

| - 若草町地区第一種市街地 再開発（広島県｜設計・監理・施工｜2010年竣工） - 日本橋二丁目地区第一種市街地 B街区 再開発（東京都｜施工｜全区の竣工は2019年） - 小倉駅南口東地区 第一種市街地 再開発（福岡県｜設計・施工｜2019年竣工） - 名古屋テレビ塔（愛知県｜1954年6月竣工） 登録有形文化財としての「名古屋テレビ塔」の免震改修工事は2020年8月竣工。 - 東京タワー（東京都｜1958年12月竣工） - 日本武道館（東京都｜1964年9月竣工） - 沖縄コンベンションセンター（沖縄県｜1987年竣工） - 東京都庁舎（東京都庁第一本庁舎）（東京都｜施工｜1990年12月竣工） - アクロス福岡（福岡県｜基本構想・設計・施工｜1995年竣工） - 平城宮跡（奈良県） - 朱雀門 復原（1998年竣工） - 大極殿正殿 第一次復原（2010年竣工） - 茨城県 3代目庁舎（茨城県｜1999年3月竣工） - 国立国会図書館関西館（京都府｜2002年3月竣工） - SKIPシティ A-2街区（埼玉県｜2003年竣工） - 駐日フランス大使館（東京都） - 庁舎（設計・施工｜2009年11月竣工） - 敷地内マンション（2012年竣工） - こども本の森 中之島（大阪府｜2019年12月竣工） - 富岡製糸場西置繭所（群馬県｜耐震補強・施工｜2019年12月竣工） - 横浜市役所 8代目庁舎（神奈川県｜2020年5月竣工） - デュッセルドルフ独日センター - 阪急梅田駅（大阪府｜設計施工｜1972年竣工） - モイ国際空港（ケニア｜施工｜1978年竣工） - アブダビ国際空港（UAE｜施工｜1980年竣工） - シンガポール・チャンギ国際空港（シンガポール） - 第1ターミナル（新築・施工｜1981年竣工） - 第2ターミナル駐車場棟（新築・施工｜1989年竣工） - 第4ターミナル（新築・施工｜2017年竣工） - ほか、増築・改修多数 - コロンボ国際空港（スリランカ｜施工｜1987年竣工） - 宮崎空港 ターミナルビル（宮崎県｜施工｜1990年3月竣工） - 新東京国際空港（現・成田国際空港）（千葉県） - 第1旅客ターミナルビル（施工｜1992年竣工） - 第2旅客ターミナルビル（施工｜1992年3月竣工） - ングラ・ライ国際空港（通称：バリ国際空港、デンパサール国際空港）（インドネシア｜施工｜1992年竣工） - 広島空港（広島県｜施工｜1993年10月竣工） - 関西国際空港 旅客ターミナルビル（大阪府｜施工｜1994年竣工） - クアラルンプール国際空港 第1ターミナルのサテライト（マレーシア｜施工｜1998年竣工） - バンコク・スワンナプーム国際空港 旅客ターミナル（タイ｜施工｜2006年竣工？） - 中部国際空港 旅客ターミナルビル（愛知県｜施工｜2004年竣工） - ニノイ・アキノ国際空港 第3ターミナルビル（フィリピン｜施工｜2002年受注、2014年竣工） - 神戸空港 旅客ターミナルビル（兵庫県｜施工｜2006年竣工） - 大阪朝日新聞社社屋（1916年竣工） 大阪朝日新聞社は現・朝日新聞大阪本社の前身の一つ。 - 海岸ビル（1918年竣工） - 神戸阪急ビル（1936年竣工） - 3代目？梅田阪急ビル（旧ビル）（1962年竣工） 2012年9月竣工の4代目？梅田阪急ビル（新ビル）は大林組の施工。 - 神港ビル（1939年2月竣工） - 第一生命ビルディング（大阪、1953年竣工） - 当時日本一の高層ビル（地上9階） - ミント神戸（1956年竣工） - 御堂筋ダイビル（1964年9月竣工） - 御堂ビル（1965年3月竣工） 北御堂境内南東側。本社・大阪本店。 - 中部日本ビル（1966年竣工） - 中日ビル（中部日本ビルの後継ビル、2023年竣工） - 大井第一生命館ビル（1967年竣工） - 伊藤忠ビル・大阪センタービル（現・大阪御堂筋ビル・大阪センタービル）（1969年4月竣工） 南御堂境内北側。H型のツインビル。 - 江坂東洋ビル（現・ビーロット江坂ビル）（1975年3月竣工） - 朝日新聞東京本社ビル（1980年3月竣工） - 有楽町センタービルディング（1984年9月竣工） - 仙台第一生命タワービルディング（1985年竣工） - 名古屋三井ビルディング（愛知県） - 本館（施工｜1987年3月竣工） - 新館（施工｜2011年6月竣工） - 北館（施工｜2021年1月竣工） - 福岡祇園第一生命ビルディング（1988年竣工） - クリスタルタワー（大阪市）（大阪府｜設計・施工｜1990年8月竣工） - 日本クラブタワー（1991年竣工） - P&G 日本本社 テクニカルセンター（1993年2月竣工） - 梅田スカイビル（大阪府｜設計・施工｜1993年3月に竣工） - 新梅田シティ（大阪府｜設計・施工｜1993年5月竣工） - 横浜ランドマークタワー（神奈川県｜施工｜1993年7月14日竣工） - 神戸朝日ビル（1994年2月竣工） - 梅田第一生命ビル（1995年竣工） - TNC放送会館（1996年3月竣工） - 東京オペラシティビル（1996年7月竣工） - ハービスOSAKA（梅田阪神第1ビルディング）（大阪府｜設計・施工｜1997年3月竣工） - 京セラ 本社ビル（1998年7月竣工） - キッコーマン 野田本社社屋（1999年竣工） - 中央三井信託銀行 本店ビル（2000年11月竣工） - 任天堂 本社ビル（2000年竣工） - 愛宕グリーンヒルズ MORIタワー（東京都｜施工｜2001年7月竣工） - パシフィックセンチュリープレイス丸の内（2001年11月竣工） - 東京サンケイビル（2002年9月竣工） - 汐留シティセンター（東京都｜施工｜2003年1月23日竣工） - 梅田DTタワー（大阪府｜設計・施工｜2003年1月31日竣工） - テレビ朝日本社ビル（2003年3月竣工） - NTTドコモ墨田ビル（2004年6月竣工） - 竹中工務店 東京本店 社屋（東京都｜設計・施工｜2004年竣工） - 青山ザ・タワー（2004年6月竣工） - 東京汐留ビルディング（東京都｜2005年1月竣工） - 大岐阜ビル（岐阜県｜2005年5月竣工） - 中之島セントラルタワー（大阪府｜施工｜2005年8月1日竣工） - ミッドランドスクエア（愛知県｜施工｜2006年9月竣工） - 東京ミッドタウン（東京都｜施工｜2007年1月竣工） - ミッドタウン・タワー（施工｜2007年1月竣工） - 新丸の内ビルディング（2007年4月竣工） - 朝日放送社屋（ほたるまち）（大阪府｜施工｜2008年竣工） - 千趣会 本社ビル（2008年竣工） - 池袋第一生命ビルディング（2014年竣工） - JPタワー名古屋（2015年11月竣工） - オーディオテクニカ 本社ビル（2016年1月竣工） - ささしまライブ24地区 グローバルゲート（愛知県｜設計・施工｜2017年3月31日竣工） - 大和ハウス 名古屋ビル（愛知県｜施工｜2017年3月31日竣工） - 目黒セントラルスクエア（東京都｜設計・施工｜2017年11月竣工） - Komatsu Germany Technical Center（ドイツ｜設計｜2017年竣工） - 読売テレビ 社屋（大阪府｜設計・施工｜2019年1月竣工） - 三栄建設 鉄構事業本部新事務所（大阪府｜2020年春竣工） - インターナショナル・バンキング・コーポレーション （現・シティグループ）神戸支店（現・旧居留地38番館）（1929年竣工） - 明治生命保険（現・明治安田生命保険）本社社屋 （現・明治生命館）（1934年竣工） - 横浜正金銀行神戸支店（現・神戸市立博物館）（1935年竣工） - 東京ドームシティ（ラクーア） - アクアシティお台場 - トッズ 表参道ビルディング - プラダ ブティック青山店 - メゾンエルメス - HEP FIVE - Zepp Sendai - 新神戸オリエンタルシティC-3 - ユナイテッド・シネマ としまえん - 星が丘テラス - ティーズ原宿 - りんくうプレジャータウンSEACLE - アルザ泉大津 - アリオ八尾 - 有楽町マリオン - ヨドバシAkiba - 新宿東宝ビル - 東宝南街ビル（なんばマルイ） - あべのハルカス（大阪府｜設計・監理・施工｜2014年3月7日竣工） - 読売新聞社 並木通りビル（読売並木通りビル）（東京都｜実施設計・施工｜2019年2月28日竣工） - 大丸 心斎橋店本館（2019年9月開業） - mother's+（マザーズ プラス）（2020年2月竣工） - JR横浜タワー（2020年3月竣工） - JR横浜鶴屋町ビル（2020年6月開業） - ウィズ原宿（2020年4月竣工） - UNIQLO TOKYO（2020年6月開業） - 東京虎ノ門グローバルスクエア（2020年7月竣工） - ららぽーと愛知東郷（愛知県｜設計・施工｜2020年9月14日開業） | - 岡山県総合グラウンド陸上競技場（桃太郎スタジアム）（1957年竣工） - 東京ドーム（1988年3月開場） - 茨城県立カシマサッカースタジアム（1993年3月竣工） - 福岡ドーム（1993年4月開場） - ナゴヤドーム（1997年2月竣工） - 大阪ドーム（1997年3月開場） - 横浜国際総合競技場（日産スタジアム）（1997年10月竣工） - 大分スポーツ公園総合競技場（ビッグアイ）（2001年3月竣工） - 札幌ドーム（2001年5月竣工） - 大熱海国際ゴルフクラブ クラブハウス（2001年12月竣工） - 市立吹田サッカースタジアム（2015年9月竣工） - 京都府立京都スタジアム（2020年1月竣工） - 東京宝塚劇場（1933年12月竣工） - 国立劇場（1966年11月竣工） - ワールド記念ホール（1984年8月竣工） - 横浜アリーナ（1989年2月竣工） - 宝塚大劇場（1992年9月竣工） - 新国立劇場（1997年竣工） - 神戸国際会館（1999年5月竣工） - 天保山ハーバービレッジ・海遊館（1990年7月開館） - 志摩スペイン村（1994年4月開園） - 熱海美術館（現・MOA美術館）（1956年開館） - 和泉市久保惣記念美術館（1982年10月開館） - 東京都現代美術館（1994年竣工） - 大塚国際美術館（1997年竣工） - 平山郁夫美術館（1997年竣工） - 佐川美術館（1998年開館） - ポーラ美術館（2002年9月開館） - 金沢21世紀美術館（2004年9月竣工） - 高知医療センター - 聖母病院 - 大阪府済生会茨木病院 - 自治医科大学附属病院新館 - 川崎医科大学附属病院西館棟 - 九州大学医学部附属病院南棟 - 新日鐵広畑病院 - 住友病院 - NTT東日本札幌病院 - 北里大学病院新棟 - 日鋼記念病院 - トヨタ記念病院 - 旧神戸ユニオン教会（1929年竣工） - 天理教 教会本部礼拝場（西 1981年竣工、東 1984年竣工） - 法隆寺 大宝蔵院 百済観音堂（1998年竣工） - 聖イグナチオ教会 岐部ホール（1999年竣工） - 楞厳寺（刈谷市）七堂伽藍（愛知県｜設計・施工｜2002年竣工） - 一行院 千日谷浄苑（東京都｜設計・施工｜2017年竣工） - 青松寺 七堂伽藍 - 蓮花寺 本堂 - 新高輪プリンスホテル（東京都｜施工｜1982年竣工） - ヒルトンプラザ大阪（大阪府） - ヒルトンプラザ イースト（吉本ビルディング）（設計・施工｜1986年8月竣工） - ホテル近鉄ユニバーサル・シティ（大阪府｜設計・監理・施工｜2001年竣工） - ヒルトンプラザ ウエスト（第二吉本ビルディング）（設計・施工｜2004年9月竣工） - コンフォートホテル中部国際空港（愛知県｜設計・施工｜2006年竣工） - リッチモンドホテル帯広駅前（北海道｜設計・施工｜2008年竣工） - 神戸旧居留地25番館（兵庫県｜設計・施工｜2010年竣工） - 三井ガーデンホテル札幌（北海道｜設計・施工｜2010年竣工） - ホテルドリームゲート舞浜 アネックス（千葉県｜実施設計・施工｜2010年竣工） - 品川プリンスホテル 新館 - 神戸メリケンパークオリエンタルホテル - 神戸ベイシェラトンホテル&タワーズ - 石垣全日空ホテル&リゾート - シーホークホテル&リゾート - 金沢マンテンホテル駅前 - ホテルニッコーサンフランシスコ - 雲仙観光ホテル - THE THOUSAND KYOTO（ザ・サウザンド キョウト）（京都府｜施工｜2018年12月17日竣工） - 京都東山計画（山荘 京大和・パーク ハイアット 京都）（京都府｜設計・監理・施工｜2019年8月竣工） - 南御堂ビル（大阪エクセルホテル東急) （大阪府｜設計（構造）・施工｜2019年8月竣工） 南御堂境内南東側。山門一体型のビル。 - ザ・カハラ・ホテル&リゾート 横浜（神奈川県｜基本構想｜2020年3月竣工、同年6月開業） - MIYASHITA PARK（東京都） - RAYARD MIYASHITA PARK（設計施工｜2020年4月30日竣工） - sequence MIYASHITA PARK（設計施工｜2020年4月竣工） - 星野リゾート OMO7 大阪新今宮（大阪府｜施工｜2021年11月竣工） - 赤坂東宮御所（現・迎賓館赤坂離宮）（1960年4月竣工） - 竹中工務店 深江竹友寮（2019年7月竣工） - プラウド上原フォレスト（2020年1月竣工） - FLATS WOODS 木場（フラッツウッズ木場）（2020年2月竣工） - くずはタワーシティ - 元麻布ヒルズ - 赤坂タワーレジデンスTop of the Hill - 六甲アイランドシティ「イーストコート11番街」 - エルザタワー55 - 天王洲ビュータワー - サンマークスだいにち - 豊郷町立豊郷小学校 2代目校舎（1937年竣工） - 帝国陸軍士官学校 "ヨシ工事"（1939年竣工） - 龍谷大学 深草キャンパス 成就館（2020年1月竣工） - 関西学院大学 上ヶ原キャンパス、三田キャンパス - 慶應義塾大学医学部 総合医科学研究棟 - 上智大学 2号館 - 明治大学駿河台キャンパス リバティタワー - 駒場東邦中学校・高等学校 - 甲南大学 13号館 - 甲南高等学校・中学校 - 神戸学院大学 ポートアイランドキャンパス - 名古屋国際中学校・高等学校 - リンデンホール小学校 - 神戸国際大学 - 武庫川女子大学 日下記念マルチメディア館 - 目黒星美学園小学校 - 関西大学 尚文館 - 関西大学 高槻ミューズキャンパス - 川崎医療短期大学 体育館 - 東京理科大学 長万部キャンパス - 京都芸大 崇仁キャンパス「Terrace（テラス）」 - 関西大学北陽高等学校小ホール(建設予定) - 南極観測用施設（昭和基地）（南極大陸｜設計・施工｜1955年着手、1957年1月設立） - SOLAÉ（愛知県｜施工｜2007年竣工） - 日亜化学工業 横浜研究所（神奈川県｜設計・施工｜2016年11月竣工） - DESCENTE INNOVATION STUDIO COMPLEX（大阪府｜設計・施工｜2018年竣工） - サントリー 九州熊本工場 - サントリー ワールド リサーチセンター - ニプロ ファーマ無菌製剤棟 - スーパークリーンルーム産学官連携研究棟 - 大日本住友製薬 鈴鹿工場製剤棟 - 田辺三菱製薬工場 小野田工場厚生棟 - 塩野義製薬 摂津工場無菌製剤棟 - アステラス製薬 富山工場第一製剤棟 - ゼリア新薬工業 筑波工場 - 湧永製薬 広島事業所固形剤製造所 - 豊田自動織機 情報技術研究所 - 東レ 石川第3工場 - 立山酒造 本社工場 - 山洋電気 テクノロジーセンター - ヤンマーディーゼル びわ工場 - 京セラ 中央研究所 - スタンレー電気 秦野新2号館 - P&G ファーイースト 明石工場 |  |
| | |  |

## 不祥事

### マンション建設途中で鉄筋不足の階解体やり直し
- 2007年（平成19年）11月19日、東京都港区に建設中の27階建て超高層マンション（高さ約94メートル）の8階部分で、強度の劣る鉄筋が使用されていたとして、8から9階部分を一旦解体して工事をやり直すことが判った。建設途中の上層階を丸ごと取り除くのは異例。[120][121][122]

### 労災隠し問題
- 2007年（平成19年）12月28日付の報道によると、同社が大阪市福島区内の高層マンション建設現場で、同社の下請け建設会社『エアーテック』社員が、落下してきたコンクリートホースの直撃を受け、重傷を負った労働災害事故について、同社の52歳の作業所長が、自分が受け持つ別の解体工事現場で労災が起こったと虚偽の報告をさせ、労災を隠していたとして、エアーテックとその社長とともに、大阪地検から11月29日に、労働安全衛生法違反容疑で略式起訴されていたことが判明した。[123][124]
- 同社が愛知県刈谷市で建設中の、トヨタ車体の新工場の建設現場で、労災事故があったにもかかわらず、届けていなかったと2007年12月19日に同社が発表。刈谷労働基準監督署が、労働安全衛生法違反の疑いで調査中。[125]

### 無許可でアスベストを含むビルの解体
- 2006年（平成18年）12月21日、大阪府大阪市中央区心斎橋筋一丁目の商業ビルで行われた耐震補強工事で、大阪府条例の定めるアスベスト飛散基準の31倍のアスベストを飛散させたとして、大阪府は再発防止を勧告すると同時に業者名を公表した[126]。
- 2008年（平成20年）10月09日、東京都港区東麻布のビルを解体した際にアスベストを含んでいると知りながら条例で定められている作業計画を都知事に提出しなかったとして、同年2月に港区長に告発される。麻布署は東京都環境確保条例違反容疑で、竹中工務店（大阪市中央区）と当時の東京本店長 (61) を書類送検した[127]。

### 申告漏れ（所得隠し）の発覚
- 同社子会社の竹中土木の工事費を肩代わりして支出したことなどに関して、2008年（平成20年） - 2011年（平成23年）12月期までの3年間に亘り、約3億3,000万円の申告漏れ（うち約1億9,000万円は意図的な所得隠し）を大阪国税局から指摘されていたことが、2013年（平成25年）3月に判明した[128]。
- 2015年（平成27年）4月にも、利益率の低い工事を高い工事と付け替えることなどで所得を圧縮するなどの手口で、2010-2013年の4年間で約1億5,000万円の所得隠しを同国税局から指摘されていたことが判明している[129]。
- 2017年（平成29年）4月には、同社の元従業員による建設工事費の着服を巡って、2015年12月期までの5年間で約4,600万円の所得隠しを同国税局から指摘されていたことが明らかになった[130]。

### 名古屋市営地下鉄東山線名古屋駅構内への雨水流入について
- 同社のJPタワー名古屋建設工事に伴い、名古屋市営地下鉄東山線名古屋駅構内に雨水が流入し、地下鉄を9時間にわたり運行中止にするという事件を、2014年（平成26年）9月25日に起こした[131]。

### 甲府市役所窓枠落下
- 2015年（平成27年）2月17日に同社が施工した甲府市役所の4階から窓枠（重さ約100キログラム）が落下。甲府市が独自調査したところ他にも87箇所の不具合が発覚し、3月20日に役員が甲府市役所を訪れ、市長に謝罪のうえ対応を協議した[132]。

### 偽装請負問題
- 同社の建築工事の現場で施工図を作成していた男性設計者が、2019年（令和元年）12月26日に大阪地方裁判所に、同社から偽装請負の状態で働かされ、監督署に申告して解雇されたのは不当だとして、同社とその子会社のTAKシステムズ、日本キャリアサーチの3社に220万円の損害賠償などを求め、提訴した。原告は従事していた当時二級建築士や1級建築施工管理技士、CAD利用技術者一級などの資格を持ち、施工図の作成や人材派遣などを手掛ける日本キャリアサーチの社員であった。訴状では原告は大阪府高槻市内の竹中工務店の現場事務所で2019年（令和元年）8月から施工図の作成業務を担当していた。竹中工務店はTAKシステムズにこの業務を委託し、さらに同社が日本キャリアサーチへ再委託していた状況で、これは請負や業務委託であって派遣契約と異なり、発注元と委託先の労働者の間に指揮命令関係が生じない。しかし竹中工務店の社員は男性に図面の修正箇所などの業務内容を詳しく指示して仕事を進めており、TAKシステムズや日本キャリアサーチの社員は現場常駐はしていなかったという。このため自身の就労状態に疑問を感じ大阪労働局に申告。大阪労働局は2019年（令和元年）8月、竹中工務店の現場事務所を調査。調査後には日本キャリアサーチ側は男性に竹中工務店との直接の派遣契約に切り替えるよう提案したが原告は変更を拒否し、設計者を日本キャリアサーチは同年10月末に解雇。その後、大阪労働局は同年11月下旬、同状況下は職業安定法44条で禁止している労働者供給に当たるとして竹中工務店とTAKシステムズを是正指導している。[133]

## 関連会社
- 竹中土木
- 竹中道路
- アサヒファシリティズ
- アサヒプロパティズ
- TAKリアルティ：子会社の不動産賃貸会社。オフィスビルの賃貸・マンション建設・販売。2010年（平成22年）4月、竹中工務店に吸収合併。
- 日本ホームズ：2009年（平成21年）3月解散
- TAKシステムズ
- TAKエンジニアリング